# The Jesus Rolls
Pour plus de détails, voir Fiche technique et Distribution.
The Jesus Rolls est un film américain écrit et réalisé par John Turturro, sorti en 2019. 
Il s'agit à la fois d'un remake du film français Les Valseuses (1974) réalisé par Bertrand Blier avec Patrick Dewaere, Gérard Depardieu et Miou-Miou, ainsi que d'un film dérivé du film américain The Big Lebowski des frères Joel et Ethan Coen avec Jeff Bridges, John Goodman, Julianne Moore et Steve Buscemi sorti en 1998, centré sur le personnage du joueur de bowling nommé Jesus Quintana, interprété par John Turturro.
Le long métrage est présenté en avant-première au festival international du film de Rome 2019 mais en raison d'un semi-échec lors de sa sortie aux États-Unis, il n'est pas projeté en salle en Europe et notamment, en France; ce film fait partie des quelques films où l'actrice française Audrey Tautou apparaît à cette période, dans un rôle important.

## Synopsis
Jesus Quintana et Petey sont deux malfrats, bien décidés à donner son premier orgasme à une jeune femme nommée Marie. Jean, ancienne « reprise de justice », se joint au trio.

## Fiche technique
Sauf indication contraire, les informations mentionnées dans cette section peuvent être confirmées par les bases de données cinématographiques IMDb et Allociné,  présentes dans la section « Liens externes ».
- Titre original : The Jesus Rolls
- Titre de travail : Going Places
- Réalisation et scénario : John Turturro, d'après Les Valseuses de Bertrand Blier et The Big Lebowski de Joel et Ethan Coen
- Direction artistique : Marci Mudd
- Décors : Lester Cohen
- Costumes : Donna Zakowska
- Photographie : Frederick Elmes
- Montage : Simona Paggi
- Musique : Émilie Simon
- Production : Sidney Kimmel, John Penotti, Robert Salerno, Fernando Sulichin et Paul Dominique Vacharasinthu
- Production déléguée : Max Arvelaiz, Michael Lewis et Bruce Toll
- Sociétés de production : Sidney Kimmel Entertainment, New Element Media et Tribus P Films [3]
- Société de distribution : Screen Media Films (États-Unis)
- Pays de production :  États-Unis
- Langue originale : anglais
- Format : couleur
- Genre : comédie noire
- Dates de sortie [4] :
  - Italie : 16 octobre 2019 (festival international du film de Rome - hors compétition)
  - États-Unis : 6 mars 2020

## Distribution
- John Turturro : Jesus Quintana
- Bobby Cannavale : Petey
- Audrey Tautou : Marie
- Pete Davidson : Jack Bersome
- Jon Hamm : Paul Dominique
- Susan Sarandon : Jean Bersome
- Sônia Braga : Mother
- Christopher Walken : le directeur de la prison
- J. B. Smoove : le mécanicien
- Tim Blake Nelson : le docteur
- Gloria Reuben : Lady Owner
- Michael Badalucco : l'agent de sécurité du 99 cent
- Nicolas Reyes : eux-mêmes

## Production

### Genèse et développement
Joel et Ethan Coen, auteurs, réalisateurs et producteurs de The Big Lebowski (1998), ont déclaré à plusieurs occasions qu'ils ne pouvaient pas faire de suite à leur film. Cependant, dès 2011, John Turturro exprime son intérêt pour reprendre son rôle de Jesus, personnage secondaire de The Big Lebowski,. L'acteur avait ajouté beaucoup de ses propres idées au personnage, ce qui avait incité les frères Coen à lui donner une place plus importante. En 2014, John Turturro annonce avoir reçu l'approbation des frères Coen pour l'utilisation du personnage. Les deux frères ne participeront cependant pas à la production de ce film dérivé.
En août 2016, il est annoncé que John Turturro écrira et réalisera le film, qui sera par ailleurs un remake du film français Les Valseuses (1974) réalisé par Bertrand Blier,. Le film est alors titré 100 Minutes with Jesus, avant de prendre le titre de Going Places (soit le titre anglophone des Valseuses). Finalement, en juillet 2019, le titre change à nouveau pour The Jesus Rolls.

### Tournage
Le tournage débute en août 2016 à New York.

## Sortie et accueil

### Dates de sortie
Malgré un tournage en 2016, la sortie n'est annoncée aux États-Unis que pour 2020. Le film est auparavant présenté hors compétition au festival international du film de Rome 2019.
Il sort dans les salles italiennes le 17 octobre 2019, et aux Etats-Unis le 28 février 2020,.